# جيم أنغل
جيم أنغل (بالإنجليزية: Jim Angle)‏ هو متحدث تحفيزي وصحفي أمريكي، ولد في 14 سبتمبر 1946.